# Ocolișu Mare
Ocolișu Mare – wieś w Rumunii, w okręgu Hunedoara, w gminie Bretea Română. W 2011 roku liczyła 236 mieszkańców.